# دينيسي رينيه
دينيسي رينيه (بالفرنسية: Denise René)‏ هي تاجرة أعمال فنية فرنسية، ولدت في 1 يونيو 1913 في باريس في فرنسا، وتوفيت في 9 يوليو 2012.